# Adama Darboe
Adama Kasper Darboe (Kopenhagen, 26 april 1986) is een Deens basketballer.

## Carrière
Darboe speelde van 2002 tot 2006 voor het Deense Hørsholm BK. Hij speelde daarna twee seizoenen in IJsland voor UMF Grindavík. Voor het seizoe 2008/09 speelde hij een seizoen in het Spaanse CB Ciudad de Huelva. Hij keerde in 2009 terug naar Denemarken en tekende bij Hørsholm 79ers. Na een seizoen wisselde hij de club voor Svendborg Rabbits. Hij won met hen de Deense beker in 2012.
Na twee seizoenen voor de Rabbits ging hij spelen in de Zweedse competitie bij Jämtland Basket. In 2014 tekende hij bij reeksgenoot Borås Basket waar hij twee seizoenen speelde. In 2016 keerde hij voor een tweede keer terug naar de Deens competitie en tekende ditmaal bij Bakken Bears. Hij speelde vier jaar voor de Bears en won met hen meerdere landstitels en bekers. Voor het seizoen 2020/21 tekende hij in de Belgische competitie bij Spirou Charleroi maar verliet de club al eind oktober 2020. Hij keerde hierna terug naar Bakken Bears en speelde er de rest van het seizoen.
In 2021 trok hij naar de IJslandse competitie en ging spelen voor KR Reykjavik. Na een seizoen ging hij spelen voor reeksgenoot Stjarnan. Hij keerde nadien terug naar KR Reykjavik waar hij nog een seizoen speelde. In de zomer van 2024 ging hij spelen voor Ármann Reykjavík.

## Erelijst
- Deens landskampioen: 2017, 2018, 2019, 2020, 2021
- Deens bekerwinnaar: 2012, 2018, 2020, 2021